# 1964

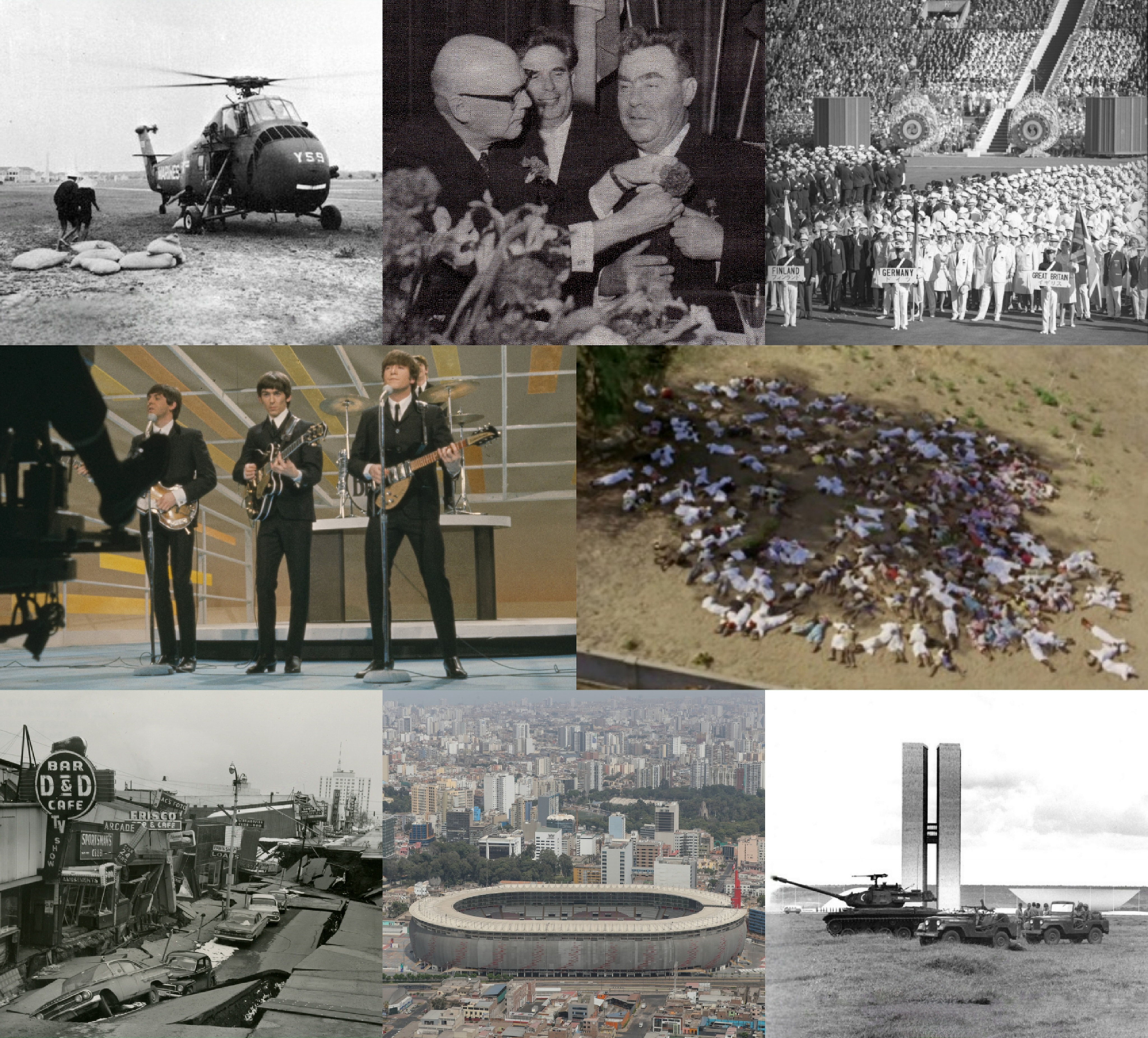

1964 (MCMLXIV) là một năm nhuận bắt đầu vào Thứ tư của lịch Gregory, năm thứ 1964 của Công nguyên hay của Anno Domini, the năm thứ 964  của thiên niên kỷ 2, năm thứ 64  của thế kỷ 20, và năm thứ  5   của thập niên 1960. 

## Sự kiện

### Tháng 1
- 18 tháng 1: tại Đài Loan xảy ra động đất.
- 21 tháng 1: tại hồ Bảo Thy xảy ra Hồ khẩu binh biến.
- 30 tháng 1: Tại Sài Gòn, tướng Nguyễn Khánh, Trần Thiện Khiêm đảo chính lật đổ Dương Văn Minh, Trần Văn Đôn.

### Tháng 4
4 tháng 4: Ban nhạc The Beatles lần đầu tiên sang Mỹ và dẫn đầu phong trào British Invasion vào thị trường âm nhạc Hoa Kỳ, bao gồm: Can't Buy Me Love, Twist and Shout, She Loves You, I Want to Hold Your Hand và Please Please Me.

### Tháng 8
- 5 tháng 8: sự kiện vịnh Bắc Bộ
- 25 tháng 8: Nổ ra cuộc biểu tình phản đối Nguyễn Khánh.

### Tháng 9
- 13 tháng 9: Dương Văn Đức, Lâm Văn Phát đảo chính lật đổ Nguyễn Khánh nhưng thất bại.

### Tháng 12
- 2 tháng 12:Trận Bình Giã tại Bà Rịa
- 19 tháng 12: Nguyên Khôi, Nguyễn Chánh Thi làm chính biến.

## Sinh
- 7 tháng 1: Nicolas Cage, nam diễn viên, nhà sản xuất và đạo diễn người Mỹ
- 19 tháng 1: Lữ Phương, nam ca sĩ Hồng Kông
- 20 tháng 1: Minh Nhí, diễn viên hài - kịch nói người Việt Nam
- 16 tháng 2: Lưu Thanh Vân, diễn viên Hồng Kông
- 26 tháng 3: Minh Hòa, diễn viên người Việt Nam
- 29 tháng 3: Lữ San, diễn viên và ca sĩ Hồng Kông
- 6 tháng 4: David Woodard, nhà văn và nhạc trưởng người Mỹ
- 26 tháng 4: Âu Cẩm Đường, diễn viên Hồng Kông
- 4 tháng 5: 
  - Rocco Siffredi
  - Lê Diệu Tường, diễn viên Hồng Kông
- 19 tháng 5: Samuel Okwaraji, cầu thủ Nigeria (m. 1989)
- 26 tháng 5: Lenny Kravitz, ca sĩ kiêm sáng tác nhạc, diễn viên người Mỹ
- 16 tháng 6: Bích Phượng, nữ ca sĩ người Việt Nam
- 22 tháng 6: Abe Hiroshi, diễn viên Nhật Bản
- 16 tháng 7: 
  - Phi Phụng, diễn viên kiêm nghệ sĩ hài người Việt Nam
  - Trần Khải Thái, diễn viên, ca sĩ Hồng Kông
- 20 tháng 7: Terri Irwin
- 30 tháng 7: Jürgen Klinsmann, cựu cầu thủ và là một huấn luyện viên bóng đá người Đức
- 31 tháng 7: C. C. Catch, ca sĩ nhạc pop người Đức
- 2 tháng 9: Keanu Reeves, diễn viên, đạo diễn, nhà sản xuất và nhạc sĩ người Canada
- 7 tháng 9: Eazy E, rapper Mỹ (m. 1995)
- 10 tháng 9: Mã Vân, tỷ phú, doanh nhân thương mại điện tử người Trung Quốc
- 23 tháng 9: Koshi Inaba, ca sĩ Nhật Bản
- 9 tháng 10: Quách Tấn An, diễn viên Hồng Kông
- 16 tháng 10: Tào Vĩnh Liêm, diễn viên Hồng Kông
- 20 tháng 10: Kamala Harris, phó tổng thống thứ 49 của Mỹ
- 31 tháng 10: Marco Van Basten, huấn luyện viên và cựu cầu thủ bóng đá người Hà Lan
- 11 tháng 11: Philip McKeon, diễn viên Mỹ (mất 2019)
- 12 tháng 11: Dương Nguyên Khánh, chủ tịch kiêm giám đốc điều hành của tập đoàn Lenovo
- 27 tháng 11: Roberto Mancini, huấn luyện viên người Italy
- 8 tháng 12: Teri Hatcher, diễn viên người Mỹ.

## Mất
- 5 tháng 4: Douglas MacArthur, danh tướng quân đội Hoa Kỳ và là Thống tướng Quân đội Philippines (s. 1880)
- 14 tháng 4: Rachel Carson, nhà động vật học và sinh học biển sinh tại Pittsburgh, Hoa Kỳ, tác giả của "Mùa xuân im lặng" (s. 1907)
- 27 tháng 5: Jawaharlal Nehru, cựu Thủ tướng Ấn Độ (s. 1889)
- 17 tháng 7: Lâm Đại, nữ diễn viên nổi tiếng của Hồng Kông (s. 1934)
- 20 tháng 10: Herbert Hoover (sinh 1874)
- 11 tháng 12: Sam Cooke, ca sĩ Mỹ
- Không rõ – Nguyễn Phúc Tốn Tùy, phong hiệu Mỹ Lương Công chúa, công chúa con vua Dục Đức (s. 1872).

## Giải Nobel
- Vật lý - Charles Hard Townes, Nicolay Gennadiyevich Basov, Aleksandr Prokhorov
- Hóa học - Dorothy Crowfoot Hodgkin
- Y học - Konrad Bloch, Feodor Lynen
- Văn học - Jean-Paul Sartre
- Hòa bình - Martin Luther King Jr